# V506 Возничего
V506 Возничего (лат. V506 Aurigae) — одиночная переменная звезда в созвездии Возничего на расстоянии (вычисленном из значения параллакса) приблизительно 8128 световых лет (около 2492 парсеков) от Солнца. Видимая звёздная величина звезды — от +15,6m до +14,1m.

## Характеристики
V506 Возничего — красная пульсирующая медленная неправильная переменная звезда (LB:) спектрального класса M. Эффективная температура — около 3295 K.